# زويه أليخاندرو روبليدو
زويه أليخاندرو روبليدو هو سياسي مكسيكي، ولد في 9 يناير 1979 في توكستلا غوتيريز في المكسيك. نشط حزبياً في حزب الثورة الديمقراطية. وقد انتخب عضو مجلس النواب المكسيك ‏ وانتخب عضو مجلس الشيوخ المكسيكي ‏ (1 سبتمبر 2018 – 8 نوفمبر 2018).